# Music for an Accelerated Culture
Music for an Accelerated Culture (рус. «Музыка для скоростной культуры») — дебютный студийный альбом британского музыкального коллектива Hadouken!. Релиз пластинки состоялся весной 2008 года.
Перед выходом Music for an Accelerated Culture концертные версии треков «What She Did» и «Declaration of War» были некоторое время доступны для прослушивания на канале лейбла Atlantic Records в YouTube. В феврале 2008 года появилась возможность прослушать песню «Get Smashed Gate Crash» в профиле группы на MySpace. После этого стали ходить слухи, что произошла утечка всего материала альбома в сеть, что, однако, не было подтверждено.
Music for an Accelerated Culture содержит 11 композиций, три из которых («Spend Your Life», «What She Did» и «Declaration of War») группа ранее исполняла на концертах. Также альбом содержит две песни («Liquid Lives» и «That Boy That Girl») Hadouken!, которые уже ранее выпускались. Название пластинки имеет отсылки к книге Дугласа Коупленда Generation X: Tales for an Accelerated Culture и к альбому группы The Prodigy Music for the Jilted Generation.

## Список композиций
| №   | Название                 | Длительность |
| --- | ------------------------ | ------------ |
| 1.  | «Get Smashed Gate Crash» | 3:21         |
| 2.  | «That Boy That Girl»     | 3:32         |
| 3.  | «Game Over»              | 3:35         |
| 4.  | «Declaration of War»     | 3:11         |
| 5.  | «Mister Misfortune»      | 3:17         |
| 6.  | «Crank It Up»            | 3:00         |
| 7.  | «What She Did»           | 3:18         |
| 8.  | «Driving Nowhere»        | 3:48         |
| 9.  | «Liquid Lives»           | 2:51         |
| 10. | «Spend Your Life»        | 3:13         |
| 11. | «Wait for You»           | 4:00         |

### Бонус-треки японского издания
| №  | Название                                                  | Длительность |
| -- | --------------------------------------------------------- | ------------ |
| 1. | «Leap of Faith»                                           | 3:22         |
| 2. | «Declaration of War» (Hadouken! vs. Kissy Sell Out Remix) | 3:32         |